# 原功 (ボクシング)
原 功（はら いさお、1959年4月7日 - ）は、日本のスポーツライター・プロボクシング解説者。

## 人物
埼玉県深谷市出身。幡羅中学、本庄高校、日本大学法学部卒業後の1982年、ベースボール・マガジン社に入社。
以来『ボクシング・マガジン』の編集に携わり、1988年からは11年間編集長を務める。
2001年に退社し、フリーのボクシングライターとして活動する。
フリー転向後、雑誌・新聞への寄稿や著書による執筆活動のほか、日本テレビ「ダイナミックグローブ」のMCやWOWOW「エキサイトマッチ〜世界プロボクシング」の構成も務める。

## 著書
- 『ボクシング 名勝負の真実』(ネコ・パブリッシング社､2003年)
- 『はぐれ者ー悪魔と戦ったボクサー川崎タツキの半生ー』(ネコ・パブリッシング社､2004年)